# Бистриця-Солотвинська
Би́стриця-Соло́твинська (інша назва — Би́стриця Золота́) — річка в Україні, в межах Івано-Франківського району Івано-Франківської області. Разом з Бистрицею-Надвірнянською утворює Бистрицю — одну з приток Дністра (басейн Дністра).

## Опис
Довжина 84 км, площа водозбору 795 км², загальне падіння 1158 м, середній похил річки 14,2 м/км. Річкова мережа розвинута добре (майже 0,9 км на км²).
На річці та її притоках розташовані чисельні пороги та водоспади: Малий Кузьминець, Раковецький, Манявський, Під Комином, Під Комином верхній, Липни́ки та інші.

### Річкова долина
Долина слабозвивиста, на перших 5 км є вузькою ущелиною з дном завширшки 3—15 м, з високими, майже прямовисними схилами. Від села Пороги долина V-подібна, завширшки 0,1—0,5 км, з дуже розчленованими крутими і дуже крутими схилами, нижче значно розширюється (1—3 км), стає трапецієподібна, з помірно крутими і пологими схилами заввишки 5—10 м; біля селища Солотвина досягає 2 км. У межах Бистрицької улоговини долина дуже широка, її лівий берег високий, крутий, порізаний ярами і численними невеликими долинами — лівими притоками річки. Схили переважно покриті лісом. Правий берег, навпаки, більш пологий і невисокий, майже суцільно розораний і заселений.
Заплава двостороння, що часто чергується по берегах, її ширина від 50 м до 1,7 км, переважно низька (0,5—1,3 м), суха, лугова, здебільшого розорана, місцями поросла лісом, вербовими і вільховими чагарниками, складена піщано-гальковими і гальково-каменистими ґрунтами.

### Річище
Русло звивисте, до села Гута нерозгалужене, стійке, нижче дуже розгалужене, покрите галечником і легко деформується. На перших 5 км русло є ступінчастим водостоком з численними водоспадами заввишки 0,5—1,5 м, з нахилом поверхні 107 ‰. Нижче багато перекатів, осередків, пляжів. Ширина русла від 1,2—3 м (у верхів'ї) до 12—40 м (у середній) і до 100—250 м (у нижній течії). Глибина місцями 1,0—1,5 м, переважно 0,5—0,7 м, дуже рідко до 3 м. Швидкість течії 0,5—3 м/с.
Дно нерівне, до села Гути кам'янисте, часто скелясте, нижче — гальково-кам'янисте, гальково-піщане. Береги, заввишки 0,5—2 м, місцями до 3 м, круті, прямовисні, в пониззі пологі, суглинисті, місцями скелясті, задерновані, місцями залісені, нестійкі, порослі травою, вербовими, лозовими та вільховими чагарниками, на окремих ділянках відкриті.

### Водний режим, живлення, використання
Спостереження за водним режимом велися на водпостах в селі Гута (1911—1914, 1946—2004) та в місті Івано-Франківську (1887—2004). Проводилися спостереження на водпостах у селищі Солотвині (1902—1943, 1945—1956), в селі Бистриця (Ляхівці) (1887—1943).
Живлення мішане, переважає дощове. Річний хід рівні характеризується паводковим режимом. Вода прозора, без запаху й присмаку, придатна для пиття. В Івано-Франківську забруднюється стоками підприємств.
У селі Стебник Івано-Франківського району побудовано водозабір, з якого подається вода для потреб Івано-Франківська.

## Розташування
Бистриця-Солотвинська бере початок з джерел при підніжжі гір Малої Сивулі і Бистрика, неподалік від урвища Пекло, в найвищій частині Ґорґан, на висоті 1390 м. Тече переважно на північний схід майже паралельно до Бистриці-Надвірнянської. Бистриця-Солотвинська зливається з Бистрицею-Надвірнянською при південній частині Вовчинецького пагорба (біля села Вовчинець). Тут вони утворюють єдину Бистрицю, яка через 17 км впадає у Дністер (на висоті 232 м). Недалеко (на південь) від злиття двох Бистриць лежить місто Івано-Франківськ.

## Екологічна оцінка
| Показник                                       | Фактичне значення | ГДК (ОБУВ) | Перевищення нормативу, раз |
| ---------------------------------------------- | ----------------- | ---------- | -------------------------- |
| Азот загальний, мг/дм³                         | 0,52              |            |                            |
| Біохімічне споживання кисню за 5 діб, мгО₂/дм³ | 1,1               | 3          | Немає                      |
| Завислі (суспендовані) речовини, мг/дм³        | 7                 | 15         | Немає                      |
| Кисень розчинений, мгО₂/дм³                    | 11,3              | 4          | Немає                      |
| Сульфат-іони, мг/дм³                           | 52                | 100        | Немає                      |
| Хлорид-іони, мг/дм³                            | 24                | 300        | Немає                      |
| Амоній-іони, мг/дм³                            | 0,1               | 0,5        | Немає                      |
| Нітрат-іони, мг/дм³                            | 1,8               | 40         | Немає                      |
| Нітрит-іони, мг/дм³                            | 0,078             | 0,08       | Немає                      |
| Фосфат-іони (поліфосфати), мг/дм³              | 0,015             |            |                            |

## Основні притоки
- Любенець, Лукавець, Манявка, Млинівка, Плоска, Рипна, Сумарин, Стебник (праві);
- Посічанка, Саджавка, Черешенька (ліві).

## Світлини

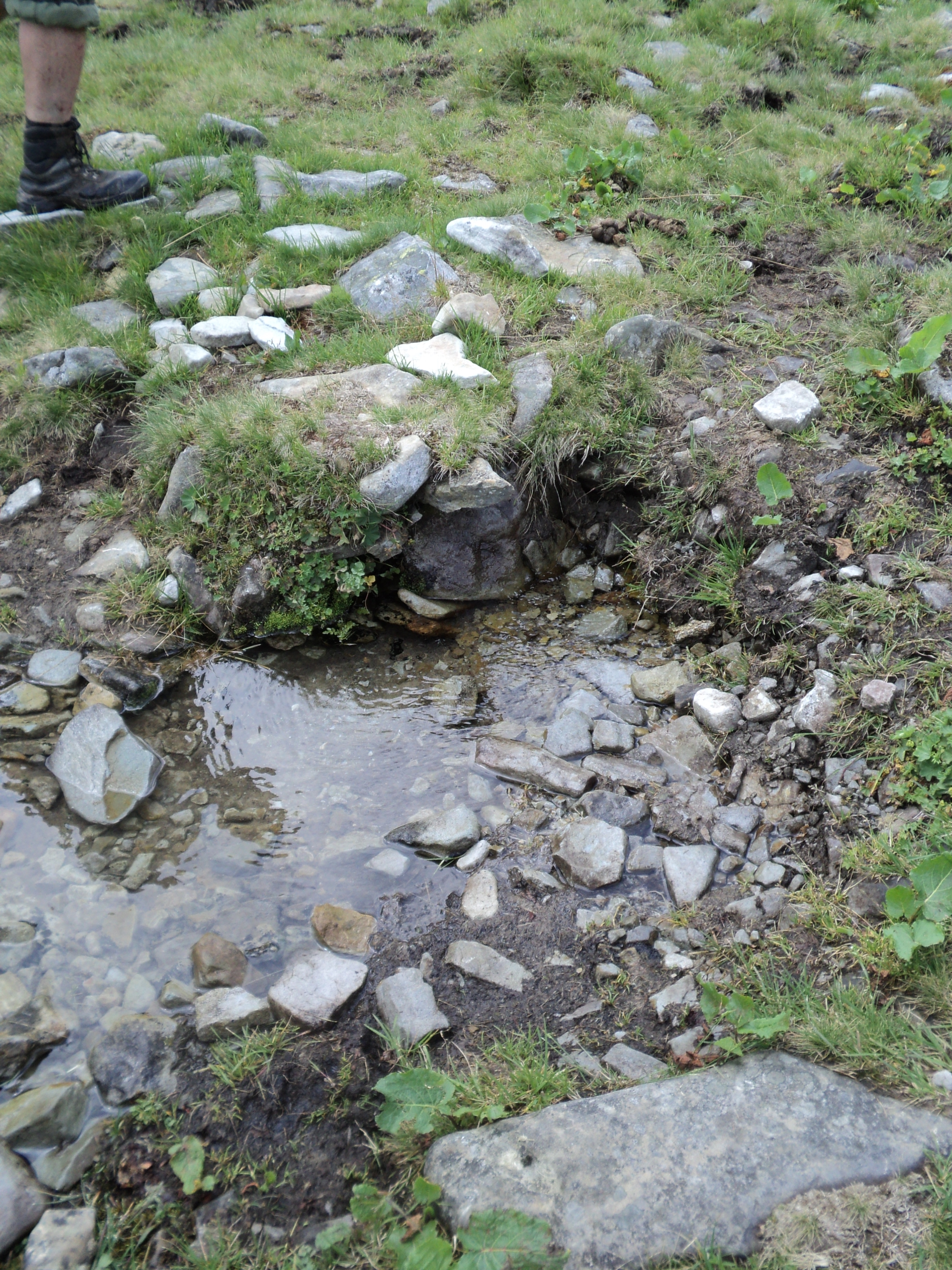
Початок Бистриці-Солотвинської — джерело, що б'є з-під землі
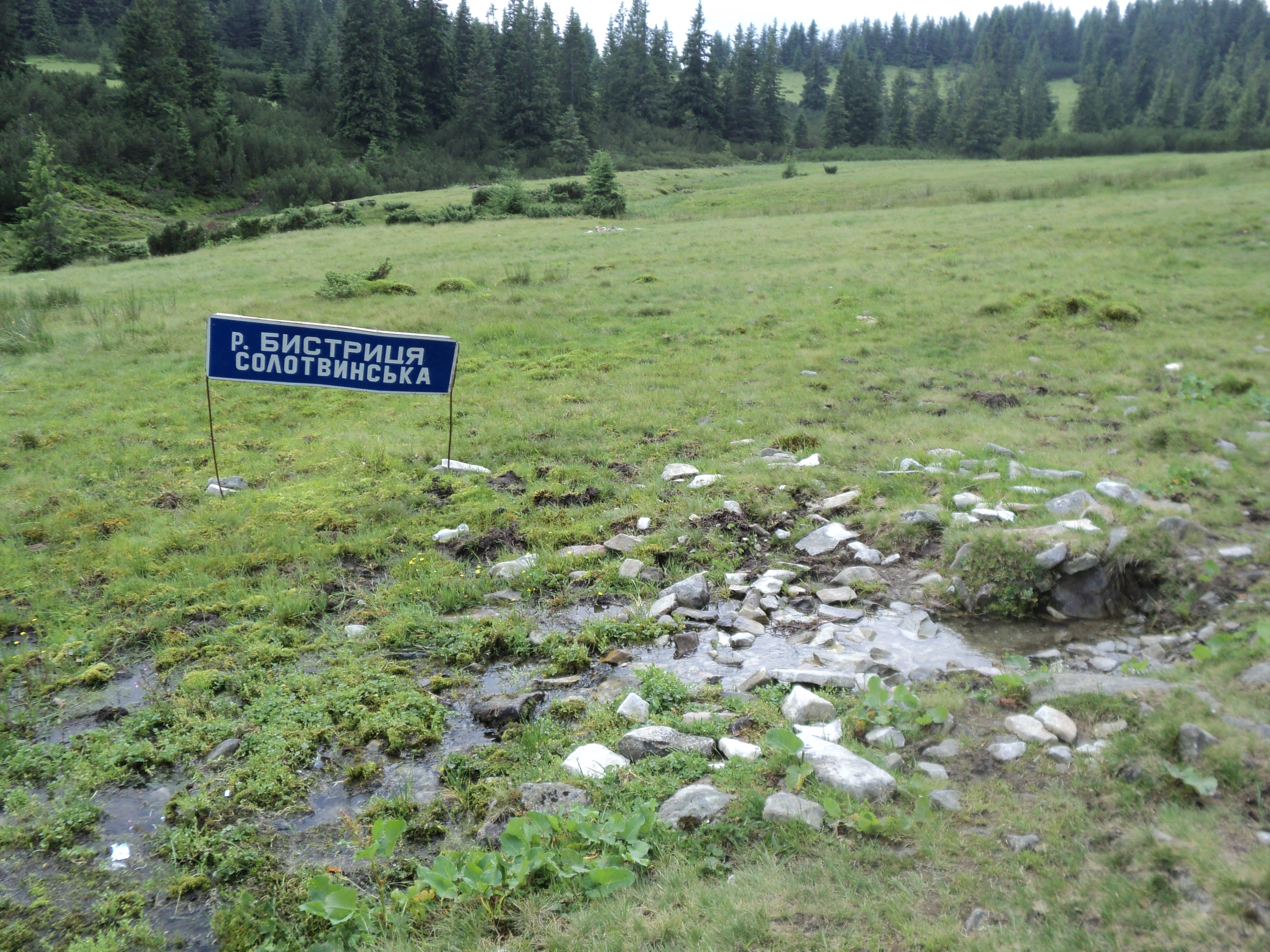
Інформаційна табличка біля джерела
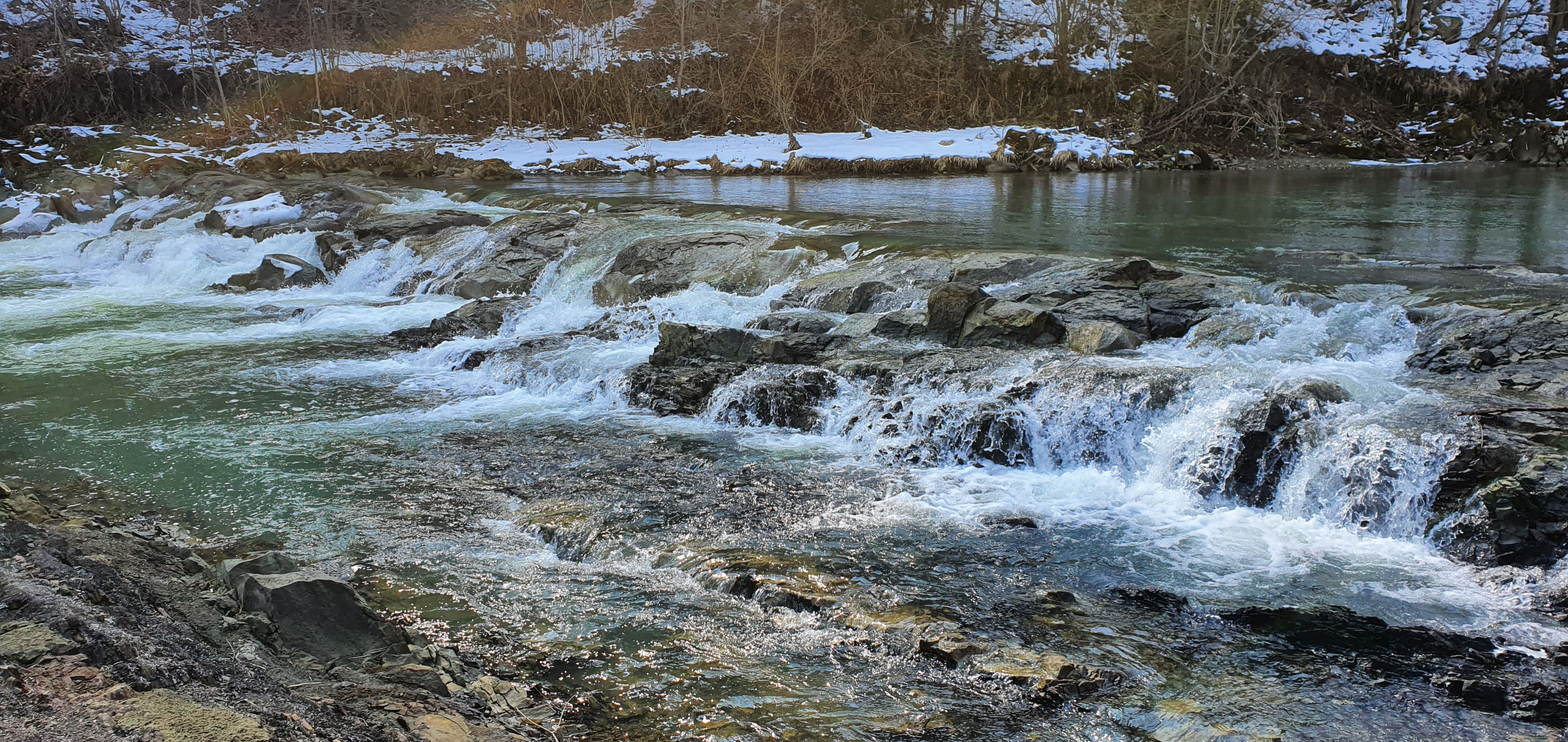
Водоспад Раковецький
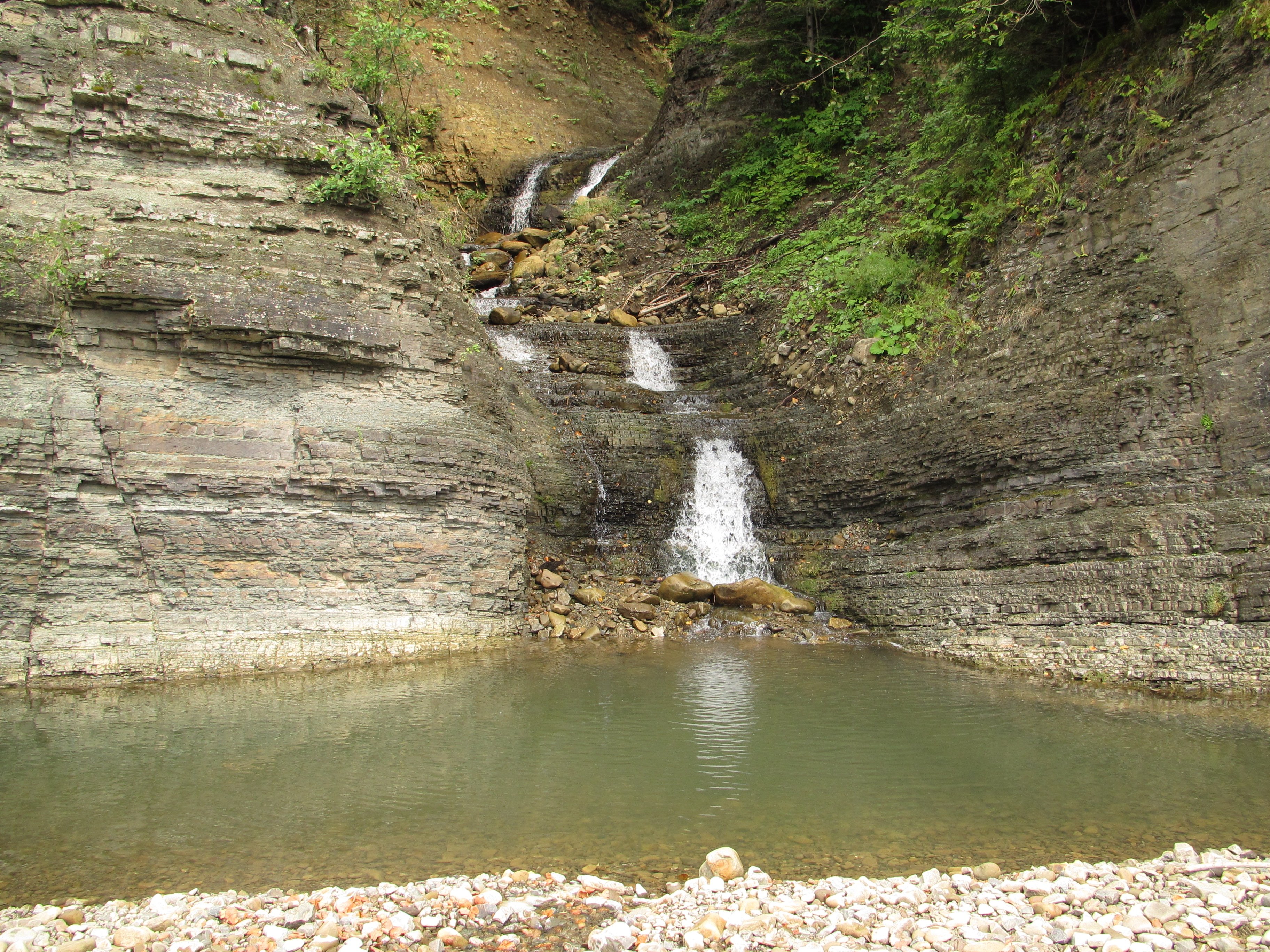
Водоспад Під Комином
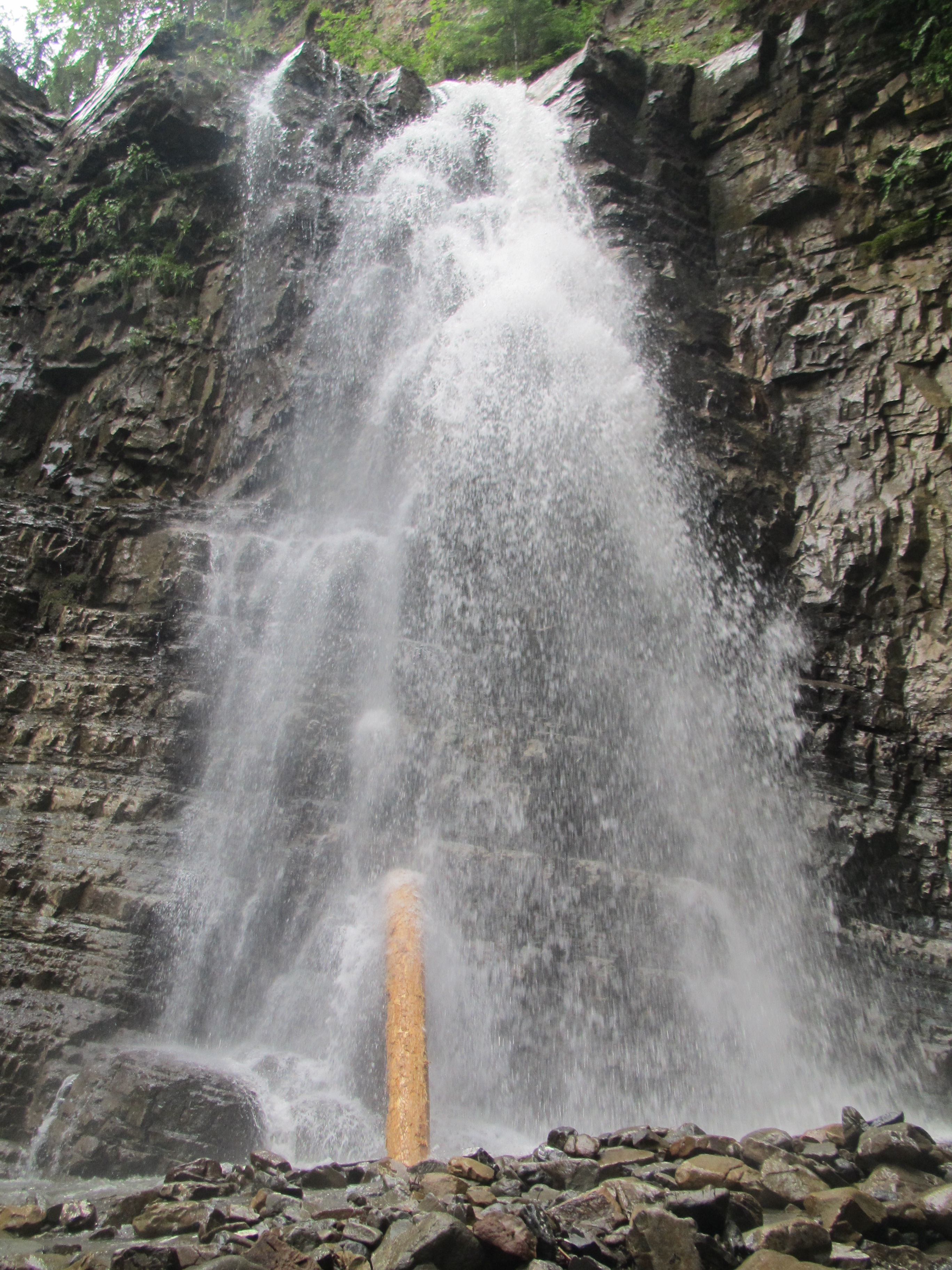
Водоспад Манявський
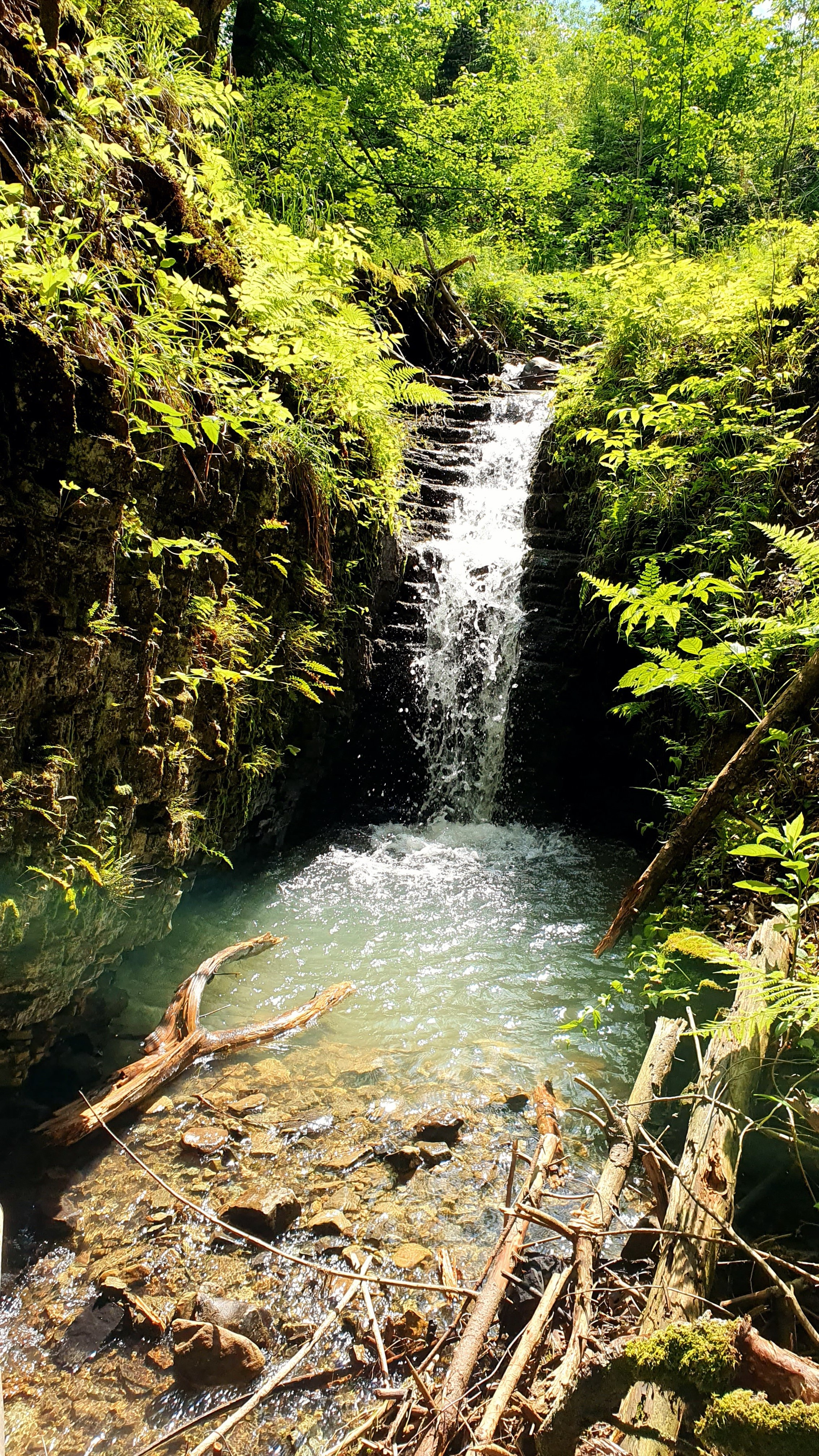
Водоспад Липни́ки
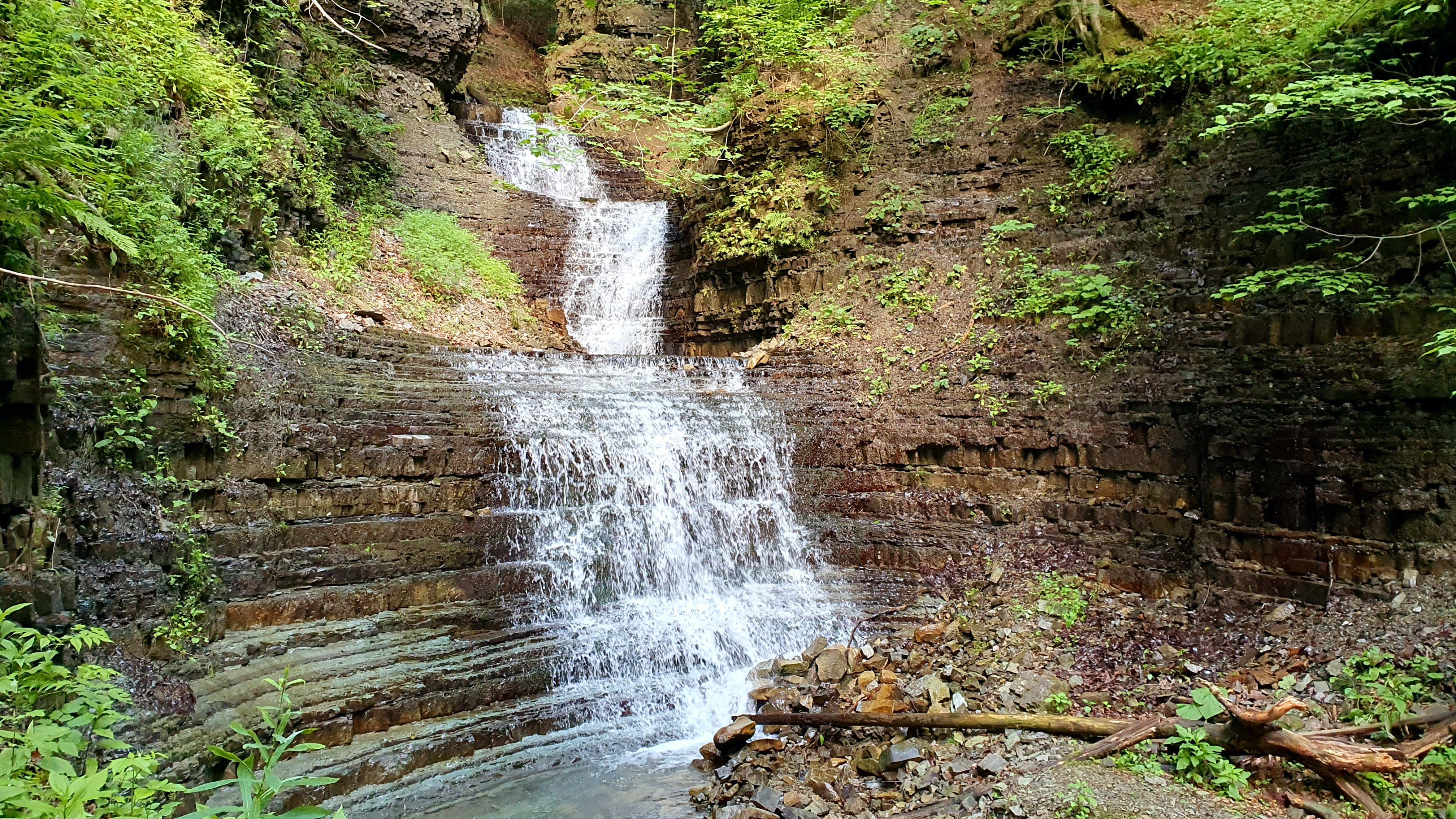
Водоспад Під Комином верхній
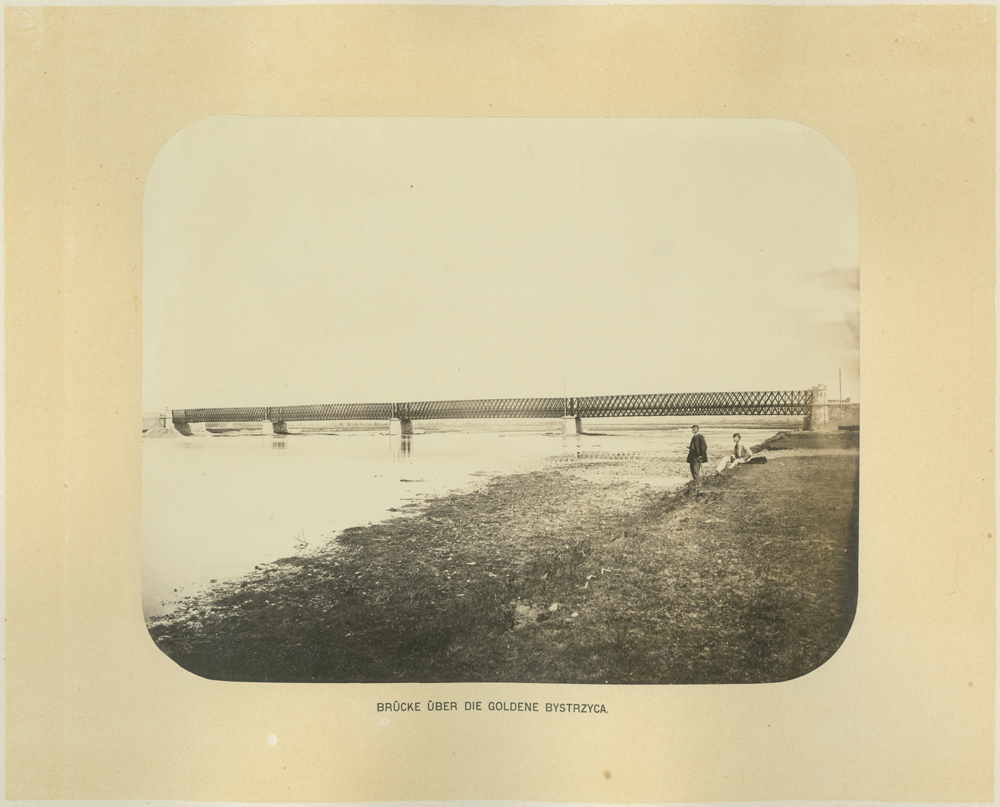
Міст через Бистрицю-Солотвинську, 1868 рік